# Ivo Margan
Dr. Ivo Margan (Bakar, 21. kolovoza 1926. - Cres, 20. svibnja 2010.), bio je hrvatski liječnik, političar i diplomat.

## Životopis
Rođen u Bakru. Potomak je građanske obitelji s dugom i zavidnom pomorskom tradicijom. Imao je mlađeg brata, Vuk Gango Margan (1928 - 2015.) 
U rodnom mjestu završava Osnovnu školu i Pomorsku školu - smjer nautika. 
Nakon završenog Medicinskog fakulteta u Rijeci i Zagrebu, specijalizira internu medicinu.
1971. godine, po primitku Eisenhowerove stipendije odlazi u SAD specijalizirati zdravstveni menadžment. U uspješnoj medicinskoj karijeri, koju je dr. Margan ostvario kao specijalist interne medicine, ističe se činjenica da je svojevremeno bio ravnatelj Sušačke bolnice u Rijeci gdje je sudjelovao u uvođenju programa dijalize po prvi puta u povijesti. 
1985. do 1987. godine bio je na čelu izvršnog odbora UNESCOa, specijalizirane organizacije u sustavu Ujedinjenih Naroda zadužene za obrazovanje, znanost i kulturu. Doprinos miru i stabilnosti među nacijama i zemljama kroz obrazovanje ljudi, kulturu i znanost bila je njegova politika. 
Kao jedini predstavnik tadašnje SFR Jugoslavije u jednoj toliko bitnoj i međunarodno priznatoj organizaciji UN-a njegov je rad značajno utjecao na percepciju Hrvatske, te njezinih susjednih država, kao jedne male, ali važne zemlje s velikim kulturološkim i znanstvenim potencijalom.

## Privatni život
Dr. Margan oženio se Vesnom Uršičić, dipl. profesoricom anglistike, kroatistike i komparativne književnost, rođenoj u Kostreni nedaleko od Bakra te su se poznavali još od ranog djetinjstva. 
17. prosinca 1953. godine rođena je njihova prva kći, prof.dr.sc. Ira Gjenero-Margan. Vrlo uspješna liječnica, specijastica epidemiologije, umirovljena profesorica epidemiologije na Zdravstvenom veleučištu u Zagrebu koja je svoj radni vijek provela kao voditeljica Službe za epidemiologiju zaraznih bolesti pri Hrvatskom zavodu za javno zdravstvo, također je predavala na Medicinskom fakultetu u Rijeci.  
26. lipnja 1959. godine rođena je druga kći, mr.sc.dr.med. Anamarija Margan Šulc. Uspješna liječnica, specijalistica interne medicine i kliničke farmakologije, začetnica inovativne ideje o telemedicini koja se kasnije proširila u Hrvatskoj. Danas je predstavnica Euromediteranskog društva za telemedicinu, jedna od pokretačica zdravstvenog turizma u Malom Lošinju te vlasnica privatne specijalističke internističke ordinacije u Malom Lošinju.

## Smrt
Dr. Margan preminuo je 20. svibnja 2010. godine u Riječkoj bolnici od posljedica drugog, teškog, moždanog udara. Bio je vrhunski liječnik, diplomat i mirotvorac. Bio je iznimno skroman, ali karakterom i umom velik čovjek. Voljen i hvaljen od mještana grada Cresa, koji su ga doživljavali kao običnog i mirnog čovjeka, a ne onoga koji je mijenjao svijet.